# مانفريد بندر
مانفريد بندر (بالألمانية: Manfred Bender)‏ هو لاعب كرة قدم ألماني، ولد في 24 مايو 1966 في ميونخ في ألمانيا. لعب مع بايرن ميونخ وميونخ 1860 ونادي أونترهاخينغ ونادي ساربروكن ونادي كارلسروه.

## وصلات خارجية
- مانفريد بندر على موقع قاعدة بيانات كرة القدم.إي يو (الإنجليزية)
- مانفريد بندر على موقع بيانات كرة القدم. دي إي (الألمانية)
- مانفريد بندر على موقع Soccerway.com (الإنجليزية)
- مانفريد بندر على موقع عالم كرة القدم.نت (الإنجليزية)